# Chloroscombrus
Chloroscombrus är ett släkte av fiskar. Chloroscombrus ingår i familjen taggmakrillfiskar.
Kladogram enligt Catalogue of Life:
| Chloroscombrus | \| \| Chloroscombrus chrysurus \| \| \| \| \| \| Chloroscombrus orqueta \| \| \| \| |
|                | \| \| Chloroscombrus chrysurus \| \| \| \| \| \| Chloroscombrus orqueta \| \| \| \| |
|                | Chloroscombrus chrysurus                                                            |
|                |                                                                                     |
|                | Chloroscombrus orqueta                                                              |
|                |                                                                                     |